# Diplonevra rufithorax
Diplonevra rufithorax är en tvåvingeart som beskrevs av Enrico Adelelmo Brunetti 1912. Diplonevra rufithorax ingår i släktet Diplonevra och familjen puckelflugor. Inga underarter finns listade i Catalogue of Life.